# Сусва (гора)
Гора Сусва — щитовий вулкан у Великій рифтовій долині, Кенія. Він розташований між містам Нарок і Найробі. Північно-західна частина гори Сусва знаходиться в окрузі Нарок, а східна і південна частини - в окрузі Кадзіадо . Місто з такою ж назвою, Сусва, розташоване на північний захід від гори, і це головний пункт доступу для відвідування гори.

## Опис
На горі Сусва є унікальний подвійний кратер із внутрішнім кратером, схожим на рів, навколо нахиленої скелі. Це робить вулкан унікальним і неповторним. Гора також відома своїми лавовими трубами на північно-східній стороні зовнішнього кратера.

## Флора і фауна
Внутрішній кратер є місцем проживання різноманітних видів змій. Інші представники дикої природи, знайдені на горі Сусва або поблизу неї, включають зебр, жирафів, мангустів, черепах, гієн і леопардів. Кратер відомий великими зграями павіанів, що живуть у місцевих печерах. Також печери є місцем проживання кажанів.

## Альпінізм і туризм
Можна під'їхати на нижню частину гори до зовнішнього кратера на повнопривідному автомобілі або мотоциклі; однак на стежці є численні барикади, через які члени організації Mount Suswa Conservancy збирають плату за пропуск. Це місцеве населення з племені Масаї. Барикади є не санкціонованими. Проте можна домовитися про певну плату та отримати гіда, який проведе вас повз барикади.
Також можна піднятися на гору, яка має висоту 2356 метрів. Немає визначених шляхів, але на гору Сусва найкраще дістатися з гори з півночі та північного сходу. Початкова школа Сусва, розташована біля підніжжя гори, є ще однією практичною відправною точкою. Крім того, навколо підніжжя гори є багато садиб Масаї;  За винятком Стежки Рауха, немає жодних визначених шляхів до вершини. Однак масаї справді випасають худобу на гірських луках, роблячи випадкові маршрути. До вершини можна дійти пішки, слідуючи стежкою Рауха, яка починається приблизно за півтора кілометра від вершини, з північного сходу. Стежка Рауха позначена дерев'яною табличкою з видом на кратер.
Також можна відвідати мережу лавових печер на східній стороні гори, і деякі з цих печер населені бабуїнами.  У документальному фільмі BBC The Great Rift: Africa's Wild Heart показано, як бабуїни входять в одну з цих печер, щоб знайти притулок від леопардів; цю підземну кімнату в скелях прозвали «парламентом павіанів». На схилах гори можна зустріти слонів. 